# À cheval
À cheval est une nouvelle de Guy de Maupassant, parue en 1883.

## Historique
À Cheval est publié dans la revue Le Gaulois du 14 janvier 1883, puis dans le recueil Mademoiselle Fifi en 1883. 

## Résumé
Hector de Gribelin est un noble désargenté, luttant malgré tout pour garder son apparence très soignée. Il travaille au ministère de la Marine avec pour salaire 1500 francs. Il se marie par la suite avec une jeune femme aussi noble et pauvre que lui. Le couple a deux enfants. Pendant quatre ans ils ne font pas d'excès, le manque d'argent les restreignant aux soirées au théâtre une à deux fois par hiver. 
Un jour, il reçoit l'opportunité de travailler plus pour 300 francs de plus. Pour fêter cela, la famille décide de s'offrir une sortie à la campagne, en louant une voiture pour la femme, les deux enfants et la bonne, et un cheval pour le mari qui a toujours adoré l'équitation. Mais la sortie arrive et ne se déroule pas comme prévu. Le cheval apparemment pas très docile, s'emporte sur l'avenue des Champs-Élysées, renversant une femme de ménage, âgée de 65 ans (Mme Simon). Sûrement blessée intérieurement, elle doit être placée dans une maison de santé coûtant 6 francs par jour à la famille. Une petite somme pour l'espace d'une semaine mais une grosse somme sachant que Mme Simon se plaint encore de douleur abominable ce qui pousse la famille à la garder hospitalisée durant des mois. 
Ils doivent renvoyer la bonne, les revenus ne leur permettant plus de la payer. Mme Simon se plaint de continuer à souffrir, mais cela ne l'empêche pas de s'amuser avec les médecins et infirmiers et de manger plus que de raison. Alors Mme de Gribelin propose de la loger chez eux, la maison de santé revenant trop cher. 

## Éditions
- A cheval, Maupassant, contes et nouvelles, texte établi et annoté par Louis Forestier, Bibliothèque de la Pléiade, éditions Gallimard, 1974  (ISBN 978 2 07 010805 3).